# Feci

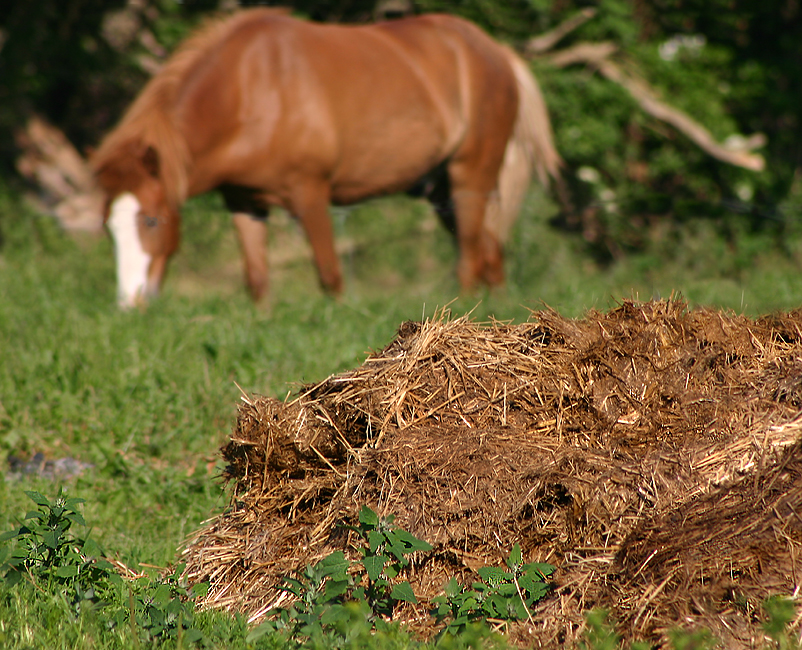
Letame di cavallo

Le feci sono il materiale di rifiuto che viene emesso dagli esseri viventi del regno animale. 
Sono dette anche escrementi o deiezioni e sono prodotte dall'apparato digerente.
L'analisi macroscopica delle feci (odore, colore, composizione e consistenza) e il loro esame permette di capire la dieta dell'animale o essere umano che le ha espulse e di diagnosticarne eventuali malattie.

## Terminologia

### Sinonimi
In tutte le lingue sono presenti parole alternative che si riferiscono alle feci. Alcune vengono utilizzate come insulto o imprecazione volgare. 

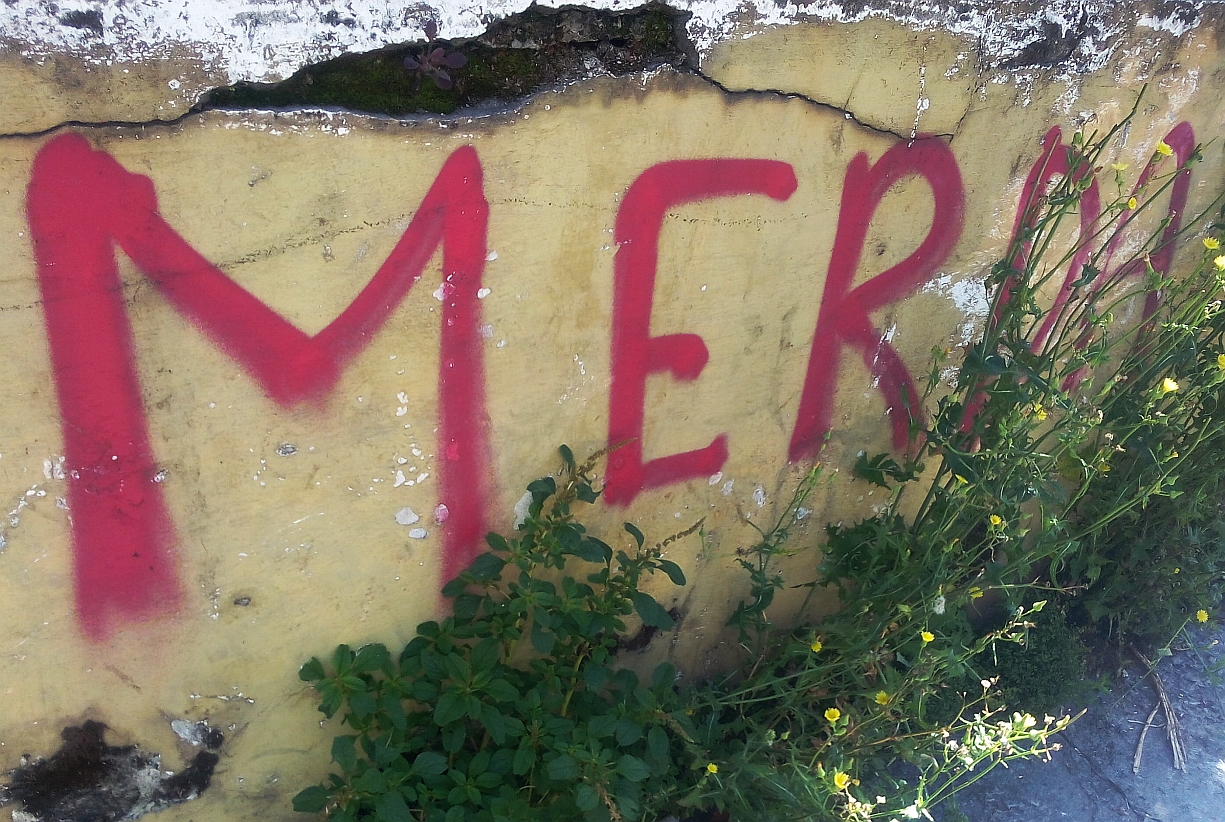
Merda; graffito a Torino, giugno 2016

Per esempio in italiano, nel linguaggio volgare, la parola "merda". Sempre volgarmente, un singolo escremento è anche chiamato "stronzo" (dal longobardo strunz, sterco); il termine "stronzo" è utilizzato anche come insulto. Il sostantivo "cacca", un tempo volgare, è ora accettato nel linguaggio comune, mentre, al contrario, il verbo "cacare" (o "cagare") è considerato un insulto se, nella forma di invito alla defecazione, viene rivolto ad una persona (es.: "ma va' a cagare"). Secondo un'interpretazione, il termine deriverebbe da "cloacare" (= imbrattare, inquinare). Altri, più recenti, ma forse non meno fantasiosi, lo legano a una radice sanscrita *kak- da cui deriva çaka (= letame, sterco). Per altri deriva dal greco kakos che significa cattivo, brutto.
Nel linguaggio infantile le feci sono chiamate comunemente "popò", "pupù" o anche "cacchina".

## Ciclo biologico
La produzione delle feci ha inizio nell'intestino. Una volta che l'organismo ha digerito il cibo, assorbendone i principi nutrienti, la parte restante sono appunto le feci, che attraversano l'intestino e quindi sono espulse dall'orifizio anale o dalla cloaca.
Il processo di espulsione delle feci dall'intestino è detto "defecazione".

## Caratteristiche macroscopiche

### Odore
Le feci hanno un odore tipico sgradevole (sebbene esso possa essere talvolta tollerabile quando emesse da individui in buone condizioni di salute), dovuto alla trasformazione e decomposizione da parte dei batteri intestinali del cibo nell'intestino crasso e alla trasformazione di alcuni composti in tioli, solfuro di idrogeno e indolo, scatolo (prodotti della degradazione dell'amminoacido triptofano).
Il cattivo odore delle feci ha funzione di deterrente, al fine di evitare malattie o infezioni che possono derivare al consumo delle feci o al contatto con esse.
Tale funzione di deterrente fa sì che molti animali (tra cui anche cani e gatti) ricoprano istintivamente con la terra le feci evacuate.

### Colore
Un'altra caratteristica delle feci è il colore, che può descrivere lo stato di salute dell'individuo: infatti determinate colorazioni sono tipiche di determinate patologie.
Generalmente il colore normale delle feci umane varia dal nocciola chiaro al marrone scuro; questo dipende molto dal tipo di regime alimentare e dalla ripartizione dei macronutrienti e delle fonti alimentari, mentre altre colorazioni indicano uno squilibrio di tale regime o condizioni patologiche di tipo fisico o sono provocate da agenti infettivi:
- verdi: assunzione abbondante di alimenti ricchi di clorofilla, intossicazioni alimentari, celiachia, infiammazioni intestinali o tumore
- gialle: patologia del pancreas o celiachia
- nere: assunzione di cibi come liquirizia o nero di seppia, integratori di ferro, sanguinamento della porzione superiore del sistema gastrointestinale
- chiare o bianche: calcoli biliari, tumore al pancreas o dissenteria

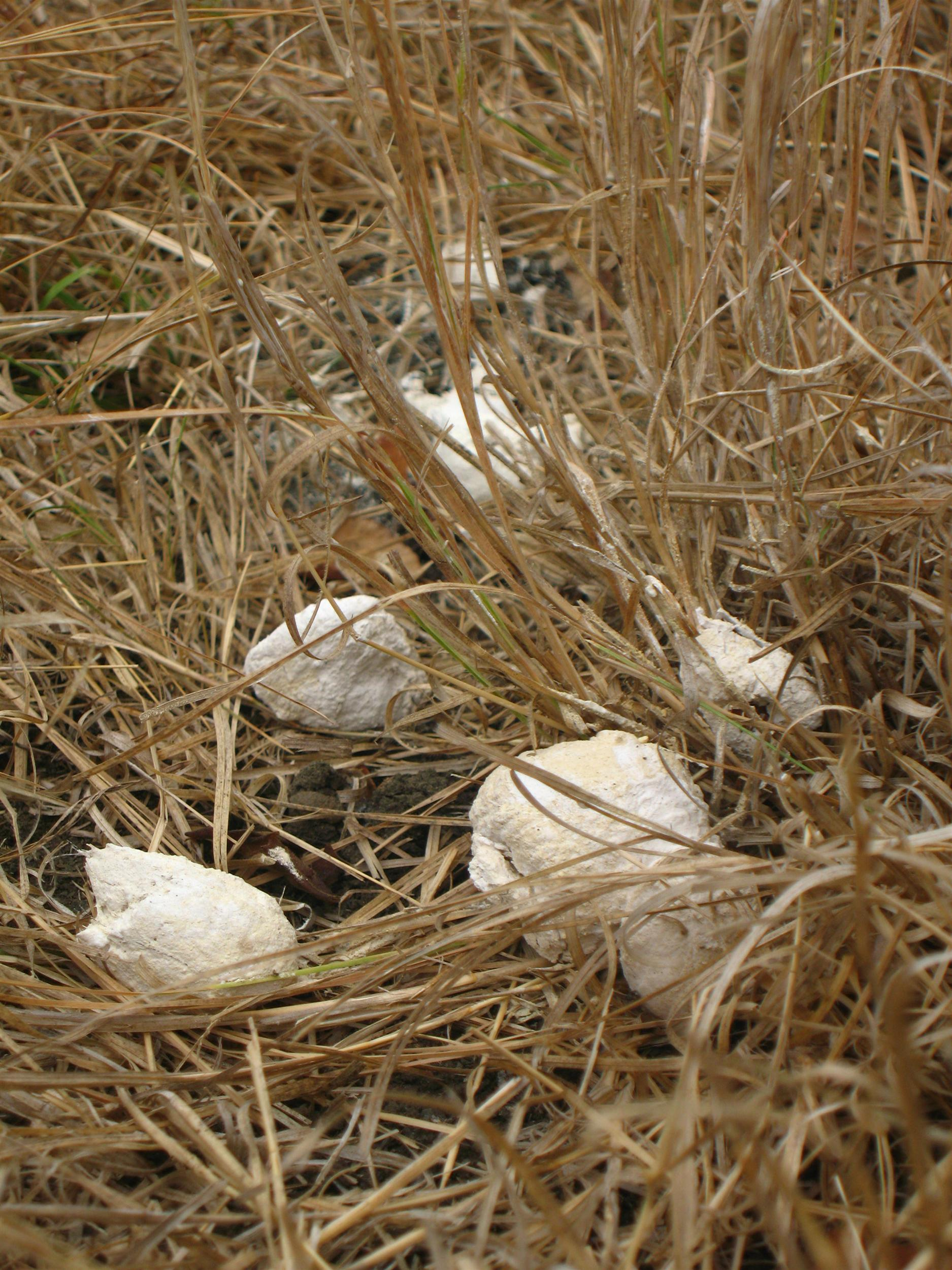
Feci bianche di varano (Varanus komodoensis ); il colore bianco è dovuto al fatto che il varano non assorbe il calcio contenuto nelle ossa degli animali predati
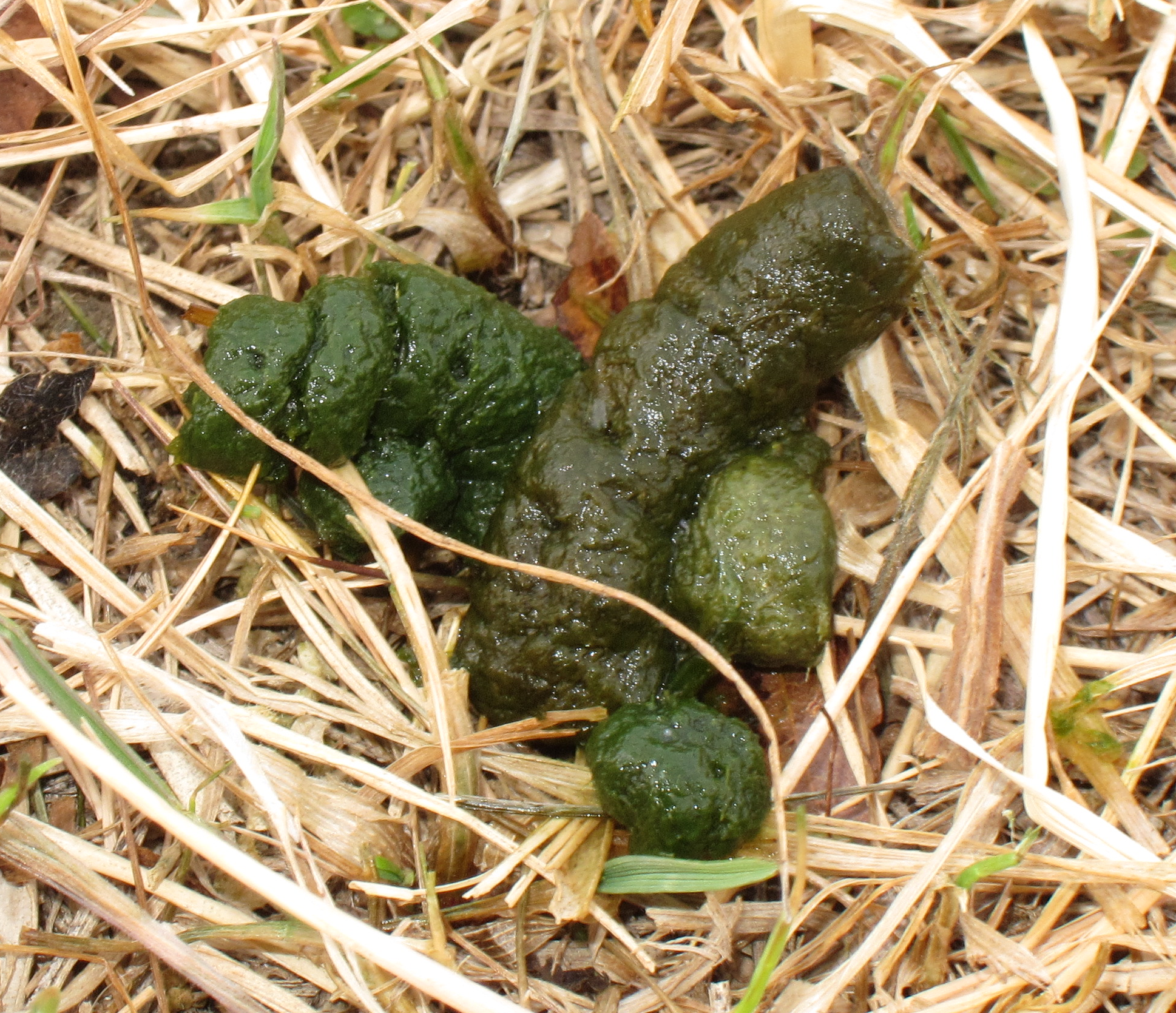
Feci di colore verde di fischione (Mareca penelope)

### Forma e consistenza
La forma delle feci è spesso associata alla loro consistenza: nel caso di feci umane, si va dall'aspetto di slurry nel caso di feci quasi liquide fino all'aspetto rotondeggiante nel caso di feci molto dure, passando dalla forma allungata nel caso di feci con consistenza normale.
Non tutti gli animali producono feci di forma simile a quelle umane: ad esempio il vombato produce feci di forma squadrata. Gli animali erbivori, a causa della loro alimentazione, producono generalmente feci dall'aspetto più fibroso.
A seconda della patologia o dello stato patologico le feci possono avere una composizione e aspetto differente: un esempio classico è la diarrea, che porta ad avere feci liquide e semiliquide, mentre nelle enteriti le feci sono gelatinose (ricche di muco), nelle insufficienze pancreatiche hanno una consistenza simile alla polenta (poltacee), mentre nelle insufficienze biliari, oltre ad essere poltacee, sono anche a mastice.

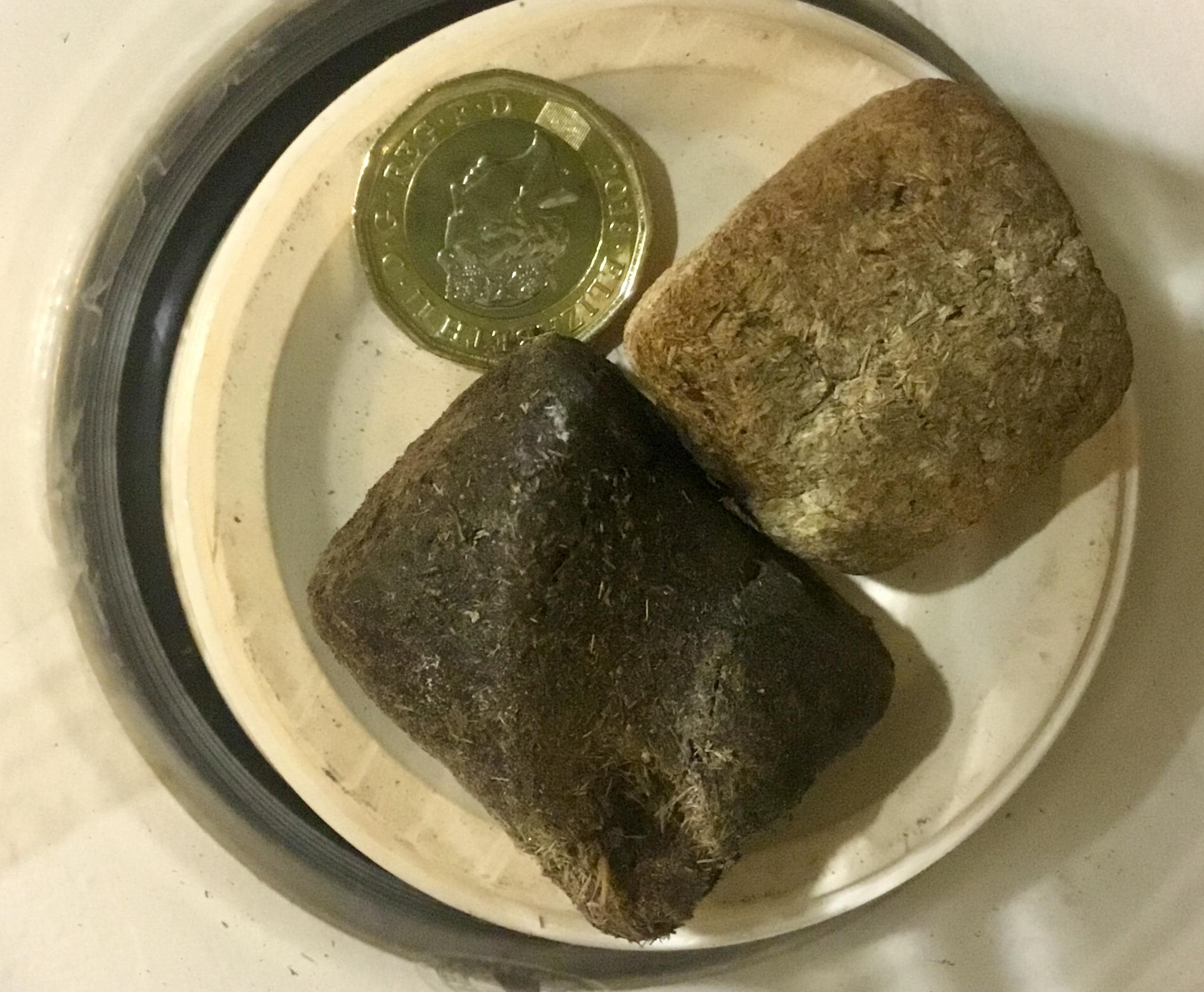
Feci di vombato (Vombatus ursinus), di forma squadrata - National Poo Museum, Isola di Wight
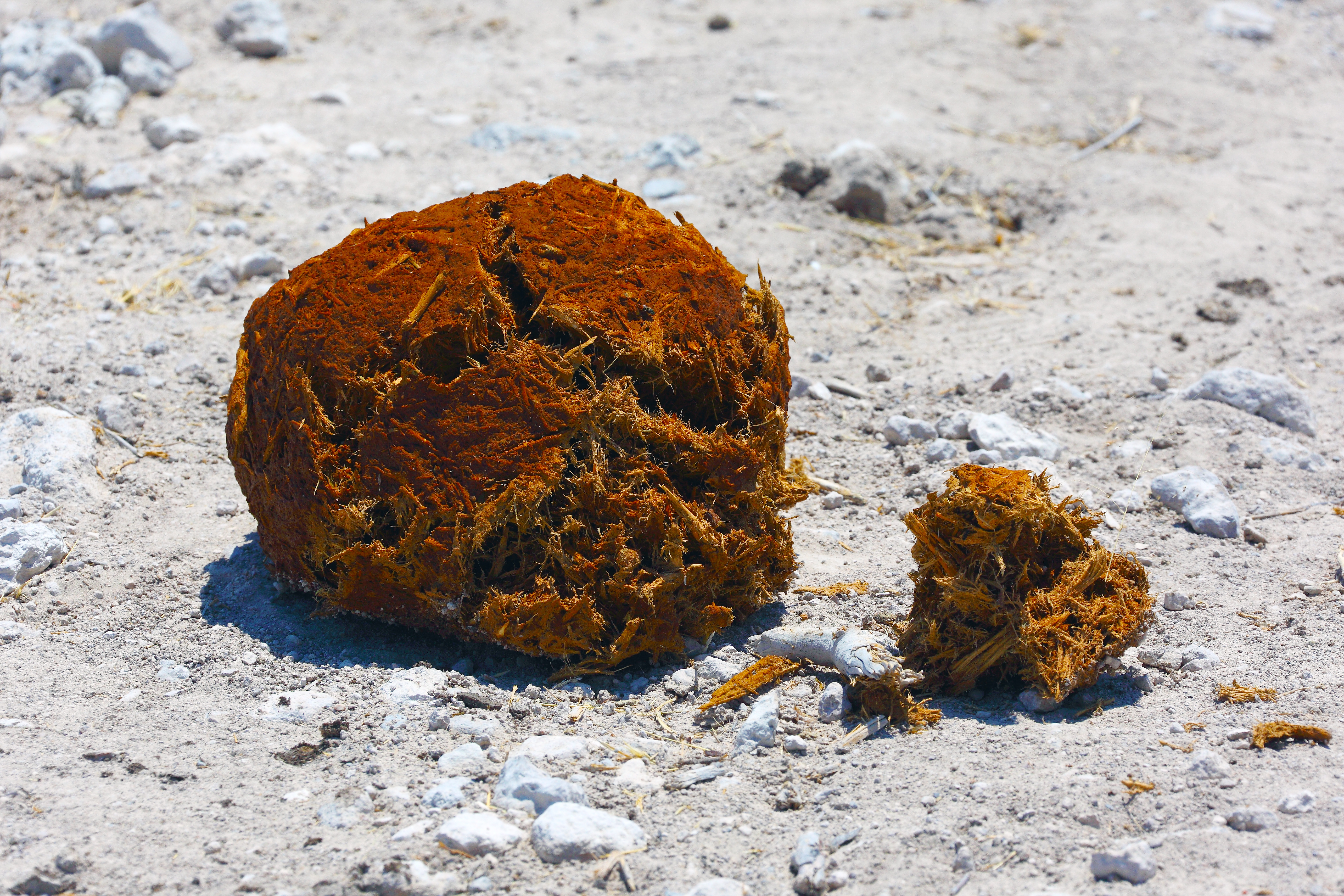
Feci di elefante (Loxodonta africana) in Namibia
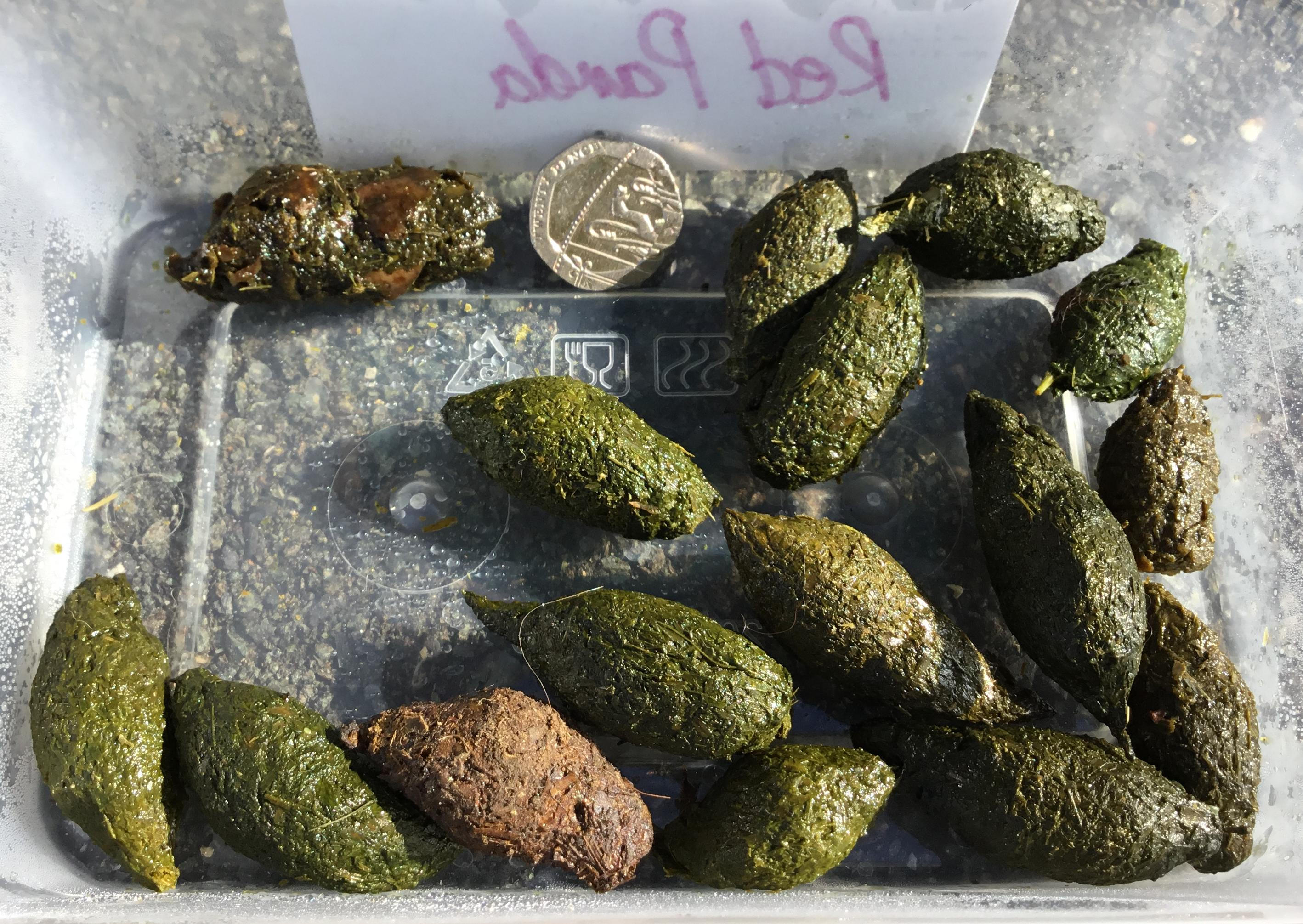
Feci di panda rosso (Ailurus fulgens) - National Poo Museum, Isola di Wight
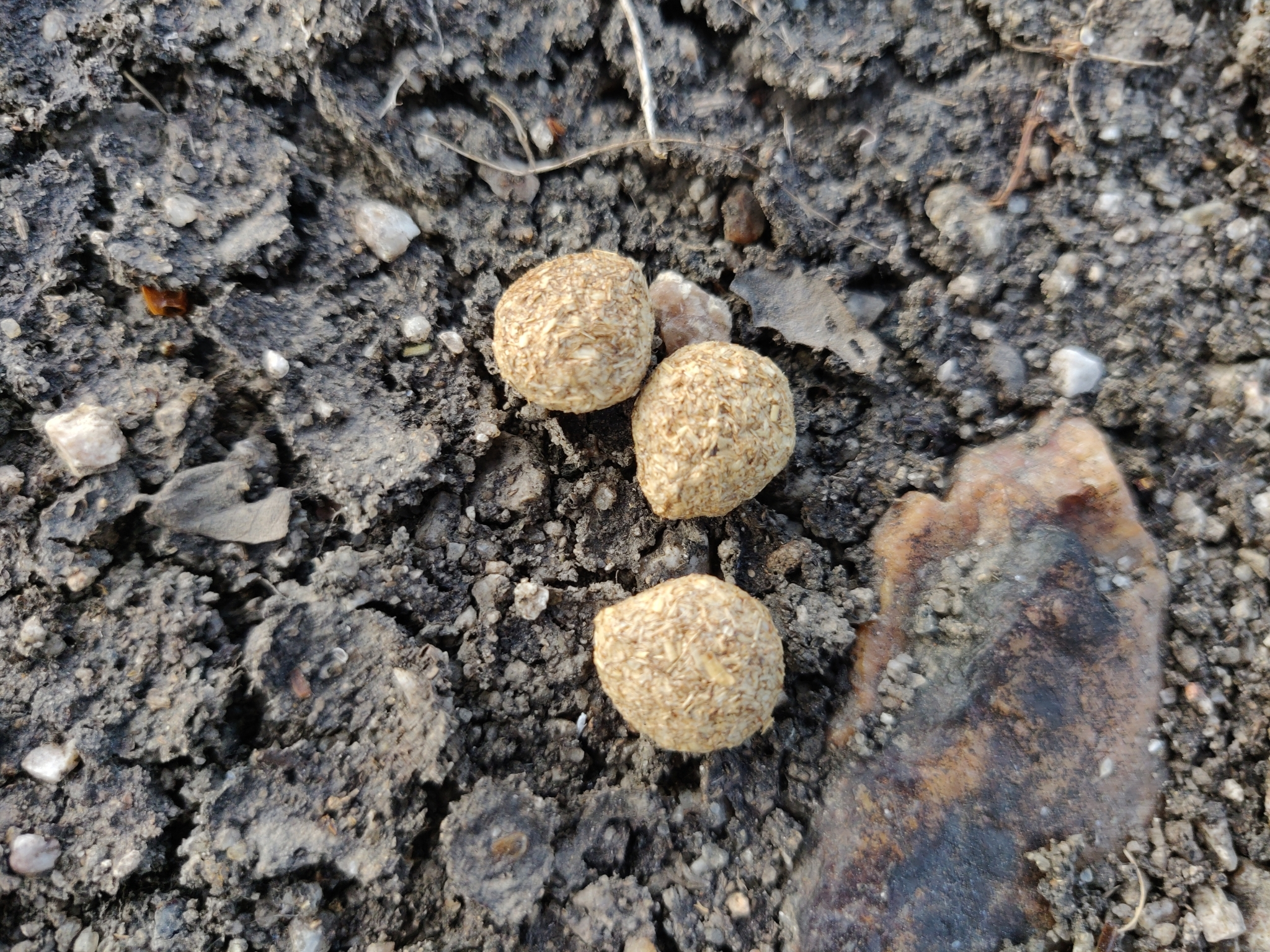
Feci di lepre indiana (Lepus nigricollis)
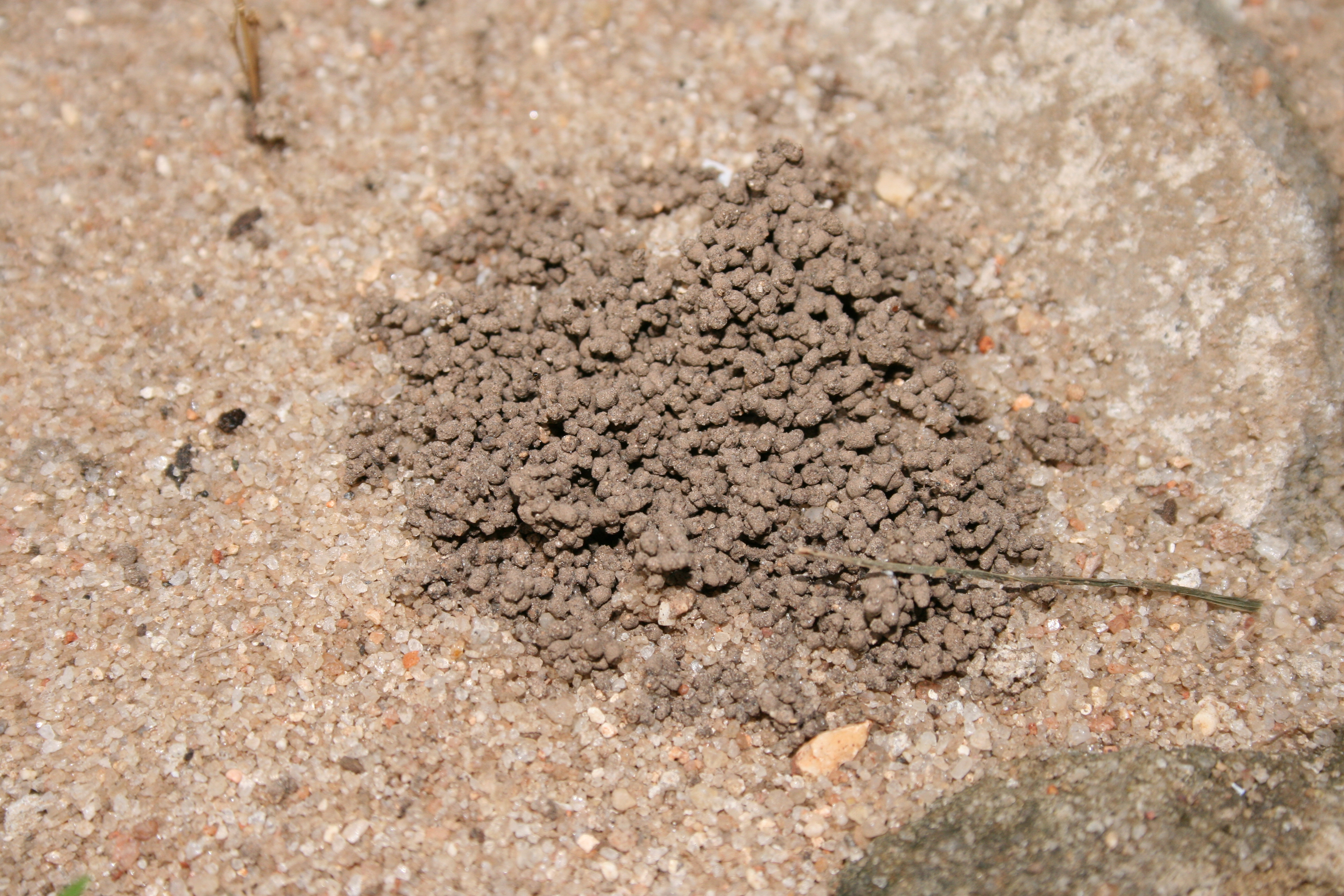
Feci di lombrico

#### Bristol stool scale

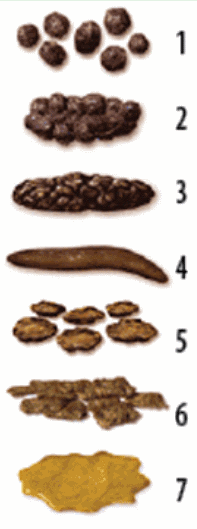
Classificazione delle feci umane per forma e consistenza secondo la Bristol stool scale.

La Bristol stool scale o Bristol stool chart o scala delle feci di Bristol è uno strumento medico diagnostico, usato sia in ambito clinico sia in ambito sperimentale, creato allo scopo di classificare in categorie la forma e consistenza delle feci umane; la scala prevede sette categorie distinte.
La forma e la consistenza delle feci dipendono dal tempo di permanenza delle stesse nel colon, con buona correlazione statistica.
La consistenza delle feci viene determinata anche dal tipo di alimentazione: una dieta ricca di fibre e accompagnata da abbondante acqua porterà ad avere feci più molli ed abbondanti, mentre una dieta povera di fibre porterà ad avere feci più formate e concentrate.

## Analisi di laboratorio
Gli esami di laboratorio sulle feci umane più comunemente svolti includono l'esame microscopico, l’esame chimico e l’esame parassitologico. Meno spesso è svolto l'esame batteriologico o colturale.

### Composizione

Formula di struttura dello scatolo, uno dei principali composti responsabili dell'odore sgradevole delle feci.

La normale percentuale del peso totale delle feci umane è costituita dal 75% di acqua e il 25% di sostanze solide, in buona parte da residui alimentari non digeribili (come cellulosa e cheratina), pigmenti biliari, muco, cellule epiteliali morte, enzimi, batteri e acqua.
Le sostanze solide sono costituite prevalentemente da fibre che determinano la struttura e la consistenza delle feci: infatti, se le fibre sono poco presenti, la quantità di acqua presente nelle feci si riduce, determinando una consistenza delle stesse di tipo caprino. La presenza di fibre determina in modo prevalente la consistenza delle feci. Inoltre, il 30% del loro peso è costituito da batteri, normalmente saprofiti. Il 15% è rappresentato da sostanze inorganiche, in particolare fosfati e calcio che sono normalmente assunti in eccesso e quindi in parte eliminate con le feci. Il 5% è rappresentato da sostanze lipidiche e derivati; il resto è rappresentato da muco, cellule di desquamazione ed enzimi digestivi.
La composizione delle feci è quindi, eccezion fatta per le fibre assunte, indipendente dall'alimentazione; infatti una parte delle stesse non ha origine alimentare, tant'è che si continuano a formare anche in caso di digiuno.

## Significato ecologico

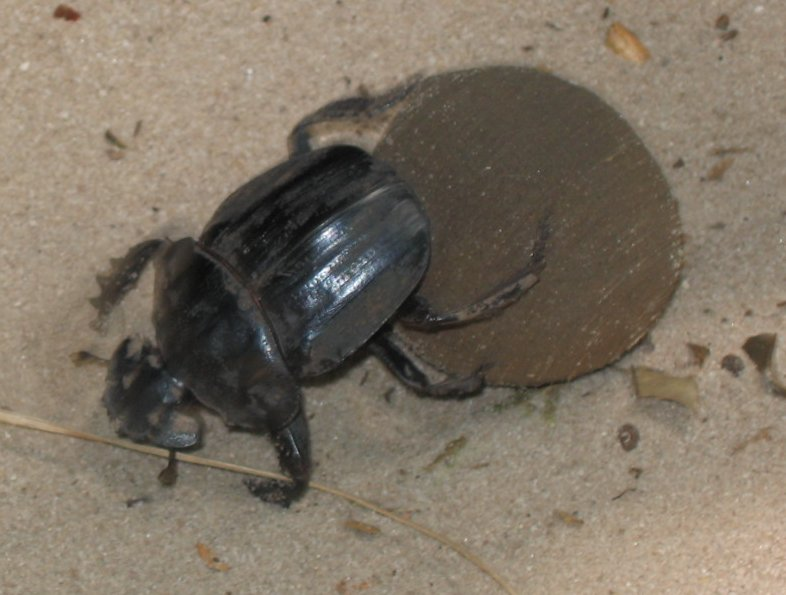
Uno scarabeo stercorario con una pallottola di sterco

Molte specie superiori tendono a nutrirsi di escrementi per arricchire la dieta alimentare: è il caso dei conigli e degli ippopotami, che, oltre a nutrirsi dei propri escrementi, forniscono fonte di cibo ad alcune specie di Ciclidi africani.
Le feci e le urine sono inoltre importanti segnali di presenza o transito degli animali, sfruttati dall'uomo e da altri predatori per la caccia.
Nelle feci spesso si trovano anche i semi delle piante ingerite. I semi così dispersi hanno una buona probabilità di piantarsi, trovandosi a distanza dalla pianta madre e circondati da fertilizzante.
Gli scarabei stercorari sono abituati a trasportare una o più pallottole di sterco.

## Raccolta, trattamento e utilizzi
Le feci, assieme alle urine, costituiscono la parte principale di quelle che sono chiamate "acque reflue". Nei paesi sviluppati e in via di sviluppo, la raccolta delle acque reflue ha inizio generalmente attraverso gli impianti sanitari, che convogliano le acque reflue nelle reti fognarie. Attraverso le reti fognarie le acque reflue sono quindi inviate ad appositi impianti di trattamento.
I processi di trattamento delle acque reflue possono includere ad esempio processi di desabbiatura, filtrazione, chiarificazione e purificazione.

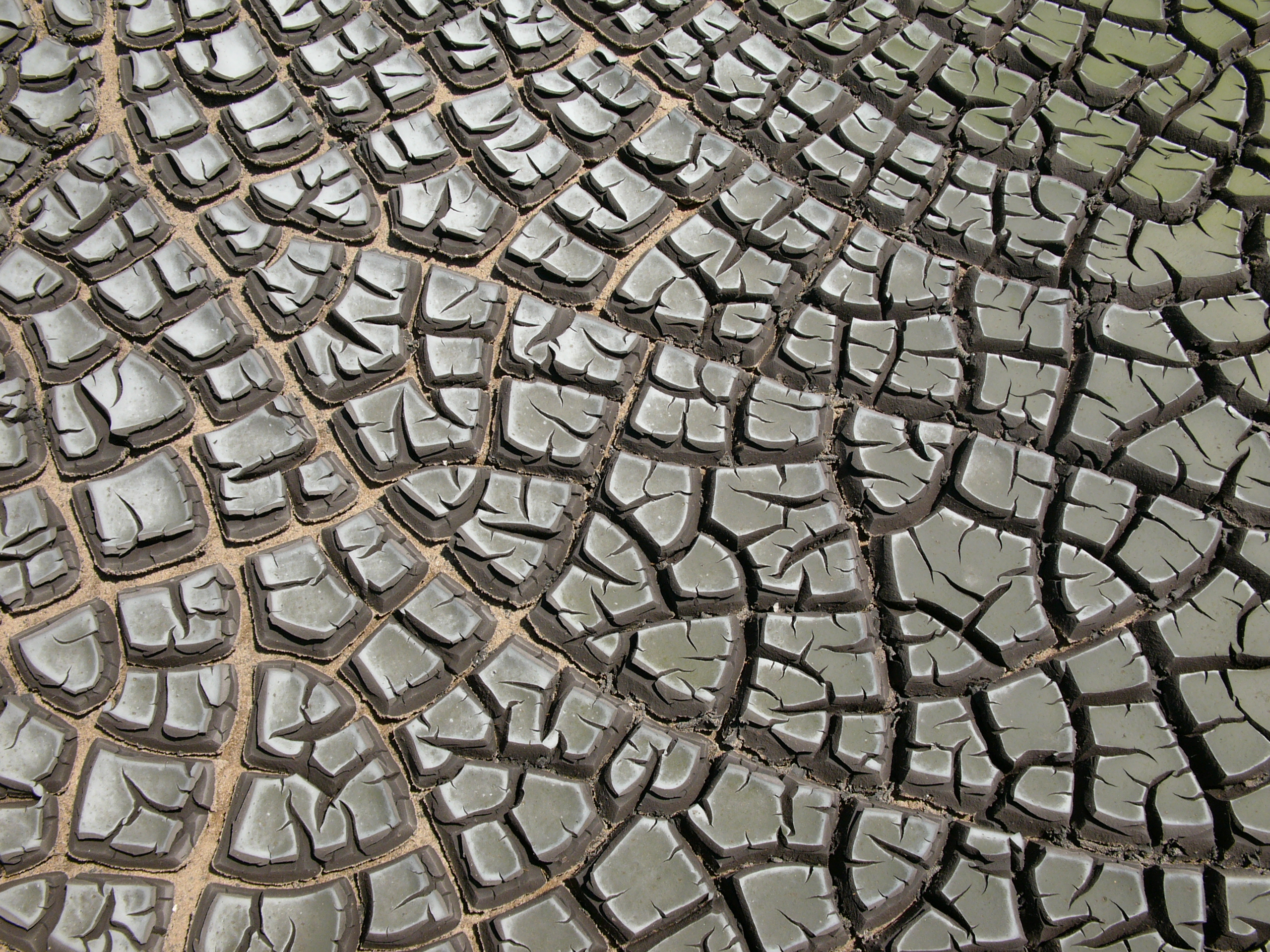
Fango prodotto da un depuratore, dopo un essiccamento naturale

La materia fecale, che costituisce la parte solida dello "slurry", durante i trattamenti delle acque reflue è separata dalla parte liquida e va a costituire così quelli che sono chiamati "fanghi", che contengono ancora una certa percentuale di acqua, per cui sono sottoposti a disidratazione.

### Come fertilizzante
Le feci degli animali erbivori di medie dimensioni prendono il nome di "letame" e vengono utilizzate in agricoltura per arricchire il terreno di composti azotati e altri sali minerali. Lo stesso utilizzo ha il guano, costituito da escrementi di uccelli marini e pipistrelli. Per tale scopo, in Sudamerica vengono raccolte enormi quantità di guano.

### Come combustibile

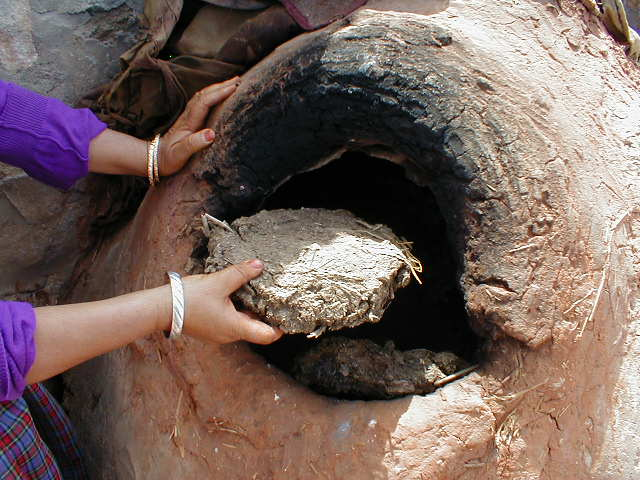
Panetto di feci di bovino utilizzato come combustibile in un forno tradizionale in Marocco.

In un gran numero di aree del mondo, caratterizzate da penuria di carburante vegetale o fossile, lo sterco di animali erbivori (dromedari, bovini, equini) trova un importante utilizzo come combustibile.

Per lo più esso viene fatto disseccare al sole dopo averlo mescolato con paglia, dandogli forme che ne consentano un più facile trasporto. Per esempio in Arabia o in Egitto, caratterizzati da una scarsità eccezionale di legname e di altro materiale utile ad essere bruciato per ricavarne calore, allo sterco viene fatta assumere una forma discoidale ed è chiamato aqrāṣ ǧilla.

### Biogas
Dalle feci può essere ricavata una miscela con alte percentuali di gas metano, detto "biogas".

### Come materiale da costruzione
Lo sterco animale viene occasionalmente utilizzato per costruire capanne di adobe (mattoni di fango).
La parte solida o biosolidi o fanghi di depurazione ricavata dalla filtrazione dei liquami fognari può essere utilizzata per la produzione di laterizi, con una concentrazione del 10 al 25%, migliorandone l'isolamento termico.
Si hanno alcuni esempi di tale soluzione in Italia già dal 2009 e con una composizione dei laterizi con circa il 15% di liquami, alcune aziende hanno anche ricevuto l'approvazione Europea per i relativi brevetti di produzione.

### Altri usi
Lo sterco di animali che hanno mangiato chicchi di caffè è spesso utilizzato nella produzione di caffè pregiati, tra cui il kopi luwak dallo sterco di zibetto e il Black Ivory dallo sterco di elefante. Lo sterco di elefante è inoltre utilizzato per la produzione di un particolare tipo di carta (Haathi Chaap).
Durante l'epoca vittoriana, le feci di cane erano mescolate con acqua e utilizzate nel processo di concia della pelle.

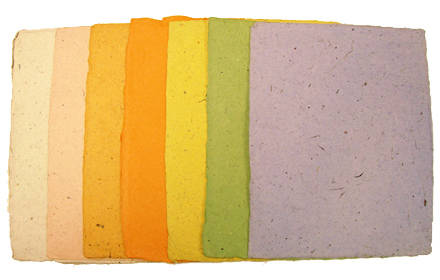
Carta ottenuta da feci di elefante
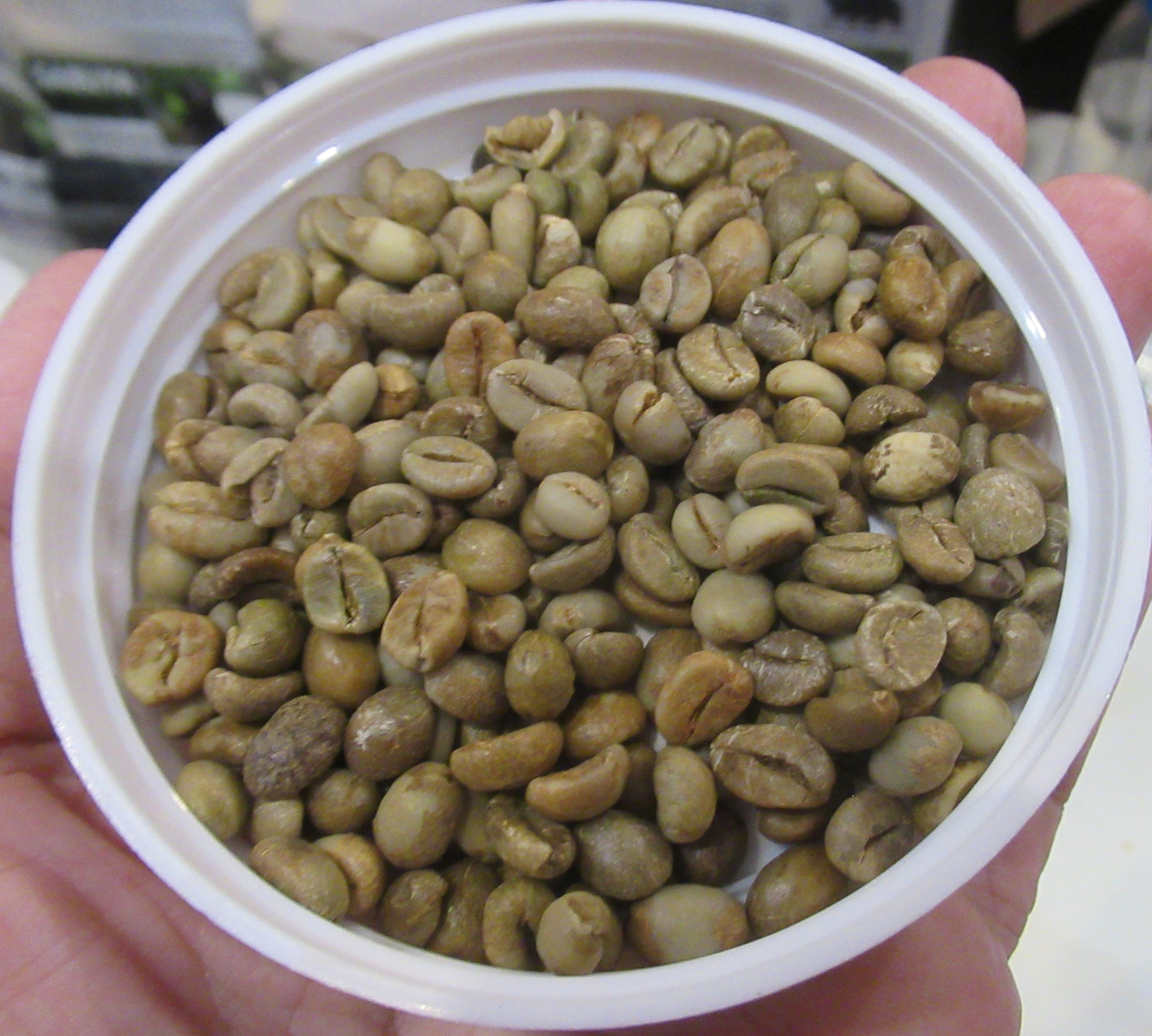
Caffè kopi luwak, prodotto con chicchi di bacche ingerite (e solo parzialmente digerite) e poi defecate dallo zibetto delle palme comune

## Nella cultura

### La trasformazione del tabù nella cultura post-moderna
Da qualche anno la cultura occidentale sta cambiando il modo di rapportarsi alle deiezioni, con una conseguente trasformazione del tabù.
Negli anni sessanta un importante cambiamento culturale occidentale si ebbe con il libro divulgativo La scimmia nuda (1967) di Desmond Morris, che destò interesse per il suo approccio scientifico anti-umanistico: l'uomo veniva osservato come un animale tra gli altri e analizzato nei suoi aspetti sociali e biologici. Il libro, dal contenuto ormai datato, era ancora velato di ironia, indizio della difficoltà sociale ad accettare l'approccio scelto dall'autore, e con cui comunque doveva fare i conti l'autore stesso per non offendere il suo pubblico.
Invece la famosa opera Merda d'artista di Piero Manzoni, di pochi anni precedente, per la polemica implicita nell'opera stessa non può considerarsi un superamento del tabù, in quanto coinvolge le feci solo nel loro aspetto simbolico, connotata negativamente come una degenerazione, a rappresentare la degenerazione dell'arte o la bassezza morale degli artisti, e non viene vista come una funzione fisiologica. Non a caso, il barattolo in cui viene contenuta ricorda una scatola per alimenti e l'accostamento mangiare-defecare è un tema tipico tra le oscenità apotropaiche che costellano la cultura popolare.
In Italia, nel 2005, La cacca. Storia naturale dell'innominabile di Nicola Davies vinse il Premio Andersen come miglior libro di divulgazione. Qualche anno dopo, dal libro di Davies prese spunto la mostra itinerante Storia naturale dell'innominabile: la cacca, ospitata dall'Urban Center di Ravenna e dalla Biblioteca “De Amicis” di Genova nel 2007, dal “Parco Oltremare” di Riccione, dall'Exmà di Cagliari, dal Museo tridentino di Storia Naturale di Trento e dall'Officina dei Piccoli della Città della Scienza di Napoli nel 2008.
Nel 2008 ha fatto il giro del mondo la voce, data da alcuni blog o siti internet, che affermava l'esistenza del Japanese Poop Museum collegandolo al Himeji City Museum of Literature. Le foto allegate lasciano intendere una classificazione scientifica delle feci animali e indicano un interesse per l'aspetto fisiologico e non solo ludico delle feci. 
Il sito poopreport.com, ormai non più funzionante, fu una sorta di museo online che cercava di raccogliere informazioni scatologiche e categorizzarle.
Altri musei presentati su internet assolvono alla funzione comica popolare da sempre legata all'argomento: per esempio, di carattere triviale e popolaresco il Lucifer's Shit Museum era inserito nella tradizione del tabù, di cui si può parlare solo esagerandolo o esorcizzandolo simbolicamente, ossia carnevalizzandolo.